# Пиджон, Сара
Сара Пиджон (англ. Sarah Pidgeon; род. 7 июля 1996, Анн-Арбор, Мичиган) — американская актриса. Она появилась в телесериалах «Дикие земли» и «Крошечные красивые вещи».

## Биография
Пиджон выросла в Мичиган, где училась в Средняя школа Бирмингем-Гроувс. Во время летних каникул она посещала лагерь искусств Интерлохен и выступала в спектаклях в Общественном доме в Бирмингем. Затем Пиджон поступила в Академия искусств Интерлохен и окончила её в 2014 году, а в 2018 году получила степень бакалавра изящных искусств в Университет Карнеги — Меллона в Питтсбург.

## Фильмография
| Год       |   | Русское название        | Оригинальное название | Роль           |
| --------- | - | ----------------------- | --------------------- | -------------- |
| 2018      | с | Один доллар             | One Dollar            | Тусовщица      |
| 2019      | с | Готэм                   | Gotham                | Джейн Картрайт |
| 2020—2022 | с | Дикие земли             | The Wilds             | Лия Райк       |
| 2023      | с | Крошечные красивые вещи | Tiny Beautiful Things | Клэр (молодая) |